# Nemanthias dispar
Nemanthias dispar là một loài cá biển thuộc chi Nemanthias trong họ Cá mú. Loài này được mô tả lần đầu tiên vào năm 1955.

## Từ nguyên
Tính từ định danh dispar trong tiếng Latinh mang nghĩa "không giống nhau", hàm ý đề cập đến việc loài cá này khác với Mirolabrichthys tuka (đồng loại được cho là của N. dispar vào thời điểm được mô tả) ở số lượng vảy đường bên nhiều hơn, nhiều tia vây lưng và vây ngực hơn, cũng như nhiều lược mang hơn.

## Phân loại học
N. dispar trước đây được xếp vào chi Pseudanthias, nhưng theo kết quả phân tích dữ liệu hình thái và phân tử mới đây vào đầu năm 2022 thì loài này được chuyển sang chi Nemanthias.

## Phạm vi phân bố và môi trường sống
Từ đảo Giáng Sinh ở Đông Ấn Độ Dương, N. dispar được phân bố trải dài về phía đông đến quần đảo Line, ngược lên phía bắc đến quần đảo Yaeyama và quần đảo Ogasawara (Nhật Bản), xa về phía nam đến rạn san hô Great Barrier (Úc), Fiji, Tonga và quần đảo Samoa.
N. dispar thường được tìm thấy gần các rạn san hô ở độ sâu đến 40 m.

## Mô tả
Chiều dài cơ thể lớn nhất được ghi nhận ở N. dispar là 9,5 cm.
Cá trưởng thành có màu vàng cam, riêng cá đực có màu tím hồng ở đầu. Cả hai giới đều có một sọc màu hồng cam từ môi trên băng qua mắt hướng xuống gốc vây ngực. Vây lưng cá đực có màu đỏ thắm. Vây đuôi màu vàng cam ở cá cái, phớt đỏ ở cá đực; thùy đuôi dài và nhọn. Vây bụng của cá đực có các tia vươn rất dài, có thể vượt qua vây hậu môn. Các vây có viền xanh óng.
N. dispar và Nemanthias bartlettorum là hai loài kiểu mẫu để cá mào gà Ecsenius midas và cá thia Lepidozygus tapeinosoma bắt chước kiểu hình; ngoài ra, hai loài sau còn lẫn vào đàn của hai loài trước để cùng kiếm ăn.
Số gai ở vây lưng: 10 (gai thứ 2 vươn cao hơn, đặc biệt ở cá đực); Số tia vây ở vây lưng: 16–18; Số gai ở vây hậu môn: 3; Số tia vây ở vây hậu môn: 7; Số gai ở vây bụng: 1; Số tia vây ở vây bụng: 5; Số tia vây ở vây ngực: 20–21; Số vảy đường bên: 55–63.

## Thương mại
N. dispar được đánh bắt trong ngành thương mại cá cảnh.